# Primera División 2015/16
Het seizoen 2015/16 van de Primera División was het vijfentachtigste seizoen van de hoogste Spaanse voetbalcompetitie. Het seizoen liep van 15 augustus 2015 tot en met 15 mei 2016. Aan de competitie namen twintig clubs deel. Een seizoen eerder degradeerden Almería en Córdoba rechtstreeks uit de Primera División. Eibar zou ook degraderen, maar ontsprong de dans doordat Elche vanwege financieel wanbeleid teruggezet werd naar de Segunda División. Voor de teams komen Real Betis, Sporting Gijón en UD Las Palmas in de plaats. Barcelona werd voor de 24e keer kampioen.

## Teams
De volgende teams namen deel aan de Primera División tijdens het seizoen 2015/2016.
| Club                | Stad                       | Stadion                       | Capaciteit |
| ------------------- | -------------------------- | ----------------------------- | ---------- |
| Athletic Bilbao     | Bilbao                     | San Mamés                     | 53.332     |
| Atlético Madrid     | Madrid                     | Estadio Vicente Calderón      | 54.851     |
| FC Barcelona        | Barcelona                  | Camp Nou                      | 99.354     |
| Celta de Vigo       | Vigo                       | Estadio Balaídos              | 31.800     |
| Deportivo La Coruña | A Coruña                   | Estadio Riazor                | 34.600     |
| SD Eibar            | Eibar                      | Estadio Municipal de Ipurua   | 5.250      |
| RCD Espanyol        | Cornellà de Llobregat      | Estadi Cornellà-El Prat       | 40.500     |
| Getafe CF           | Getafe                     | Coliseum Alfonso Pérez        | 17.700     |
| Granada CF          | Granada                    | Estadio Nuevo Los Cármenes    | 16.200     |
| Levante UD          | Valencia                   | Estadi Ciutat de València     | 25.534     |
| Málaga CF           | Málaga                     | Estadio La Rosaleda           | 28.963     |
| Rayo Vallecano      | Madrid                     | Estadio Teresa Rivero         | 15.500     |
| Real Betis          | Sevilla                    | Estadio Benito Villamarín     | 52.500     |
| Real Madrid CF      | Madrid                     | Estadio Santiago Bernabéu     | 85.454     |
| Real Sociedad       | San Sebastián              | Estadio Anoeta                | 32.076     |
| Sevilla FC          | Sevilla                    | Estadio Ramón Sánchez Pizjuán | 45.500     |
| Sporting Gijón      | Gijón                      | Estadio El Molinón            | 28.885     |
| Valencia CF         | Valencia                   | Estadio Mestalla              | 55.000     |
| Villarreal CF       | Villarreal                 | Estadio El Madrigal           | 25.000     |
| UD Las Palmas       | Las Palmas de Gran Canaria | Estadio de Gran Canaria       | 32.500     |

## Ranglijst

### Stand
| Pos | Club                | Gs | W  | G  | V  | Pnt | Dv  | Dt | Ds  | Od |
| --- | ------------------- | -- | -- | -- | -- | --- | --- | -- | --- | -- |
| 1   | Barcelona           | 38 | 29 | 4  | 5  | 91  | 112 | 29 | +83 |    |
| 2   | Real Madrid         | 38 | 28 | 6  | 4  | 90  | 110 | 34 | +76 |    |
| 3   | Atlético Madrid     | 38 | 28 | 4  | 6  | 88  | 63  | 18 | +45 |    |
| 4   | Villarreal          | 38 | 18 | 10 | 10 | 64  | 44  | 35 | +9  |    |
| 5   | Athletic Bilbao     | 38 | 18 | 8  | 12 | 62  | 58  | 45 | +13 |    |
| 6   | Celta de Vigo       | 38 | 17 | 9  | 12 | 60  | 51  | 59 | −8  |    |
| 7   | Sevilla             | 38 | 14 | 10 | 14 | 52  | 51  | 50 | +1  |    |
| 8   | Málaga              | 38 | 12 | 12 | 14 | 48  | 38  | 35 | +3  |    |
| 9   | Real Sociedad       | 38 | 13 | 9  | 16 | 48  | 45  | 48 | −3  |    |
| 10  | Real Betis          | 38 | 11 | 12 | 15 | 45  | 34  | 52 | −18 |    |
| 11  | Las Palmas          | 38 | 12 | 8  | 18 | 44  | 45  | 53 | −8  |    |
| 12  | Valencia            | 38 | 11 | 11 | 16 | 44  | 46  | 48 | −2  |    |
| 13  | Espanyol            | 38 | 12 | 7  | 19 | 43  | 40  | 74 | −34 |    |
| 14  | Eibar               | 38 | 11 | 10 | 17 | 43  | 49  | 61 | −12 |    |
| 15  | Deportivo La Coruña | 38 | 8  | 18 | 12 | 42  | 45  | 61 | −16 |    |
| 16  | Granada             | 38 | 10 | 9  | 19 | 39  | 46  | 69 | −23 |    |
| 17  | Sporting Gijón      | 38 | 10 | 9  | 19 | 39  | 40  | 62 | −22 |    |
| 18  | Rayo Vallecano      | 38 | 9  | 11 | 18 | 38  | 52  | 73 | −21 |    |
| 19  | Getafe              | 38 | 9  | 9  | 20 | 36  | 37  | 67 | −30 |    |
| 20  | Levante             | 38 | 8  | 8  | 22 | 32  | 37  | 70 | −33 |    |

Regels voor de ranking: 1. punten 2. punten onderling

### Legenda
| Kleur | Kwalificatie voor                                     |
| ----- | ----------------------------------------------------- |
|       | Champions League, Groepsfase                          |
|       | Champions League, play-off ronde voor niet-kampioenen |
|       | Europa League, Groepsfase 1                           |
|       | Europa League, play-off ronde 1                       |
|       | Europa League, 3e voorronde 1                         |
|       | Degradatie naar de Segunda División                   |

## Statistieken

### Topscorers
- In onderstaand overzicht zijn alleen de spelers opgenomen met twintig of meer treffers achter hun naam.

| № | Naam              | Club            | Goals | Pen. | Duels | Gem. |
| - | ----------------- | --------------- | ----- | ---- | ----- | ---- |
| 1 | Luis Suárez       | FC Barcelona    | 40    | 3    | 35    | 1,14 |
| 2 | Cristiano Ronaldo | Real Madrid     | 35    | 6    | 36    | 0,97 |
| 3 | Lionel Messi      | FC Barcelona    | 26    | 3    | 33    | 0,79 |
| 4 | Karim Benzema     | Real Madrid     | 24    | 0    | 27    | 0,89 |
| 5 | Neymar            | FC Barcelona    | 24    | 5    | 34    | 0,71 |
| 6 | Antoine Griezmann | Atlético Madrid | 22    | 1    | 38    | 0,58 |
| 7 | Aritz Aduriz      | Athletic Bilbao | 20    | 3    | 34    | 0,59 |

1929 · 1929/30 · 1930/31 · 1931/32 · 1932/33 · 1933/34 · 1934/35 · 1935/36 · 1936/37 · 1937/38 · 1938/39 · 1939/40 · 1940/41 · 1941/42 · 1942/43 · 1943/44 · 1944/45 · 1945/46 · 1946/47 · 1947/48 · 1948/49 · 1949/50 · 1950/51 · 1951/52 · 1952/53 · 1953/54 · 1954/55 · 1955/56 · 1956/57 · 1957/58 · 1958/59 · 1959/60 · 1960/61 · 1961/62 · 1962/63 · 1963/64 · 1964/65 · 1965/66 · 1966/67 · 1967/68 · 1968/69 · 1969/70 · 1970/71 · 1971/72 · 1972/73 · 1973/74 · 1974/75 · 1975/76 · 1976/77 · 1977/78 · 1978/79 · 1979/80 · 1980/81 · 1981/82 · 1982/83 · 1983/84 · 1984/85 · 1985/86 · 1986/87 · 1987/88 · 1988/89 · 1989/90 · 1990/91 · 1991/92 · 1992/93 · 1993/94 · 1994/95 · 1995/96 · 1996/97 · 1997/98 · 1998/99 · 1999/00 · 2000/01 · 2001/02 · 2002/03 · 2003/04 · 2004/05 · 2005/06 · 2006/07 · 2007/08 · 2008/09 · 2009/10 · 2010/11 · 2011/12 · 2012/13 · 2013/14 · 2014/15 · 2015/16 · 2016/17 · 2017/18 · 2018/19 · 2019/20 · 2020/21 · 2021/22 · 2022/23 · 2023/24 · 
2024/25

Europa: Champions League · Cup Winners Cup · UEFA Cup · UEFA Super Cup
Nationale competities:
Albanië · Andorra · Armenië · België · Bosnië en Herzegovina · Bulgarije · Cyprus · Denemarken · Duitsland · Engeland · Estland ('15 '16) · Faeröer ('15 '16) · Finland ('15 '16) · Frankrijk · Gibraltar · Griekenland · Hongarije · IJsland ('15 '16) · Ierland ('15 '16) · Israël · Italië · Kazachstan ('15 '16) · Kroatië · Letland ('15 '16) · Litouwen ('15 '16) · Luxemburg · Macedonië · Malta · Moldavië · Montenegro · Nederland · Noord-Ierland · Noorwegen ('15 '16) · Oekraïne · Oostenrijk · Polen · Portugal · Roemenië · Rusland · San Marino · Schotland · Servië · Slovenië · Slowakije · Spanje · Tsjechië · Turkije · Wales · Zweden ('15 '16) · Zwitserland
Europese competities: Super Cup 2016 · Champions League · Europa League